# Буйвол (танк)
Объект 172-2М «Буйвол» — советский опытный основной боевой танк. Создан в конструкторском бюро Уралвагонзавода. Серийно не производился.

## История создания
Параллельно с доработкой конструкции основного танка «Объект 172» по ОКР «Урал» (Объект 172М), велись работы по другой ОКР с шифром «Буйвол». Работы велись в период с 1971 по 1975 годы. Основной задачей работ было существенное повышение характеристик машины.

### Опытные образцы

#### Образец №1
Первый опытный образец машины создавался на базе «Объекта 172» и получил обозначение «Объект 172-2М». Образец был закончен в 1972 году и проходил испытания вместе с 15-ю машинами «Объект 172М». Так как машина создавалась на базе «Объекта 172», ходовая часть была схожа с основным танком Т-64А. Кроме того, в отличие от других опытных образцов, зенитный пулемёт был установлен также аналогично танку Т-64А.

#### Образцы №№2,3,4
Образцы под номерами 2, 3 и 4 создавались на базе «Объекта 172М». И проходили испытания в период с 1973 по 1974 годы.

#### Образец №5
Образец №5 отличался от предыдущих образцов установкой нового форсированного до 840 л.с. дизельного двигателя В-67 (В-46Ф) и установкой в качестве основного вооружения модифицированной пушки 2А46М.

## Описание конструкции

### Броневой корпус и башня
Для улучшения броневой стойкости верхней лобовой детали была увеличена толщина тыльного листа и изменён угол наклона до 70°. В районе боевого отделения броня корпуса состояла из 70-мм стального листа и 16-мм бортового экрана. В районе моторно-трансмиссионного отделения толщина борта также составляла 70-мм, а бортового экрана — 5-мм. Компоновка моторно-трансмиссионного отделения корпуса была изменена в сторону компактизации, благодаря чему в машине были размещены дополнительно 6 выстрелов. Схема бронирования башни также подверглась изменениям. Лобовая проекция башни в зоне ±30° оснащалась стальными взводными экранами. Изменённая броня защищала танк от попадания 125-мм бронебойного подкалиберного снаряда на скорости до 1600 м/с. Кумулятивная стойкость была эквивалента 520-мм броневой стали.

### Вооружение
В качестве основного вооружения на первом образце использовалась 125-мм гладкоствольная пушка 2А46. Пушка была стабилизирована в двух плоскостях и оснащалась автоматом заряжания. Благодаря изменённой конструкции боеукладок, прицельная скорострельность в ручном режиме заряжания возросла с 1,44 выстрелов в минуту, до 2 выстрелов в минуту. Возимый боекомплект составлял 45 выстрелов из них 22 размещались в автомате заряжания.
Дополнительно на танк устанавливался 12,7-мм зенитный пулемёт НСВТ с боекомплектом 300 патронов и 7,62-мм спаренный с основным орудием пулемёт ПКТ с боекомплектом 2000 патронов.

### Двигатель и трансмиссия
На Объекте 172-2М использовался дизельный двигатель В-67 (первоначальное название — В-46Ф). Мощность двигателя составляла 840 л.с. Основным отличием от В-46 являлась изменённая конструкция нагнетателя. Необходимость изменения силовой установки была продиктована возросшей массой танка с 41 до 42 тонн. Применение нового двигателя увеличило удельную мощность машины, при этом увеличение расхода топлива было незначительно. Кроме того, по сравнению с базовой машиной, были увеличены динамические характеристики машины и средняя скорость движения.

## Машины на базе

### Объект 172М-2М
К середине 1974 года были изготовлены две модифицированные машины, сконструированные на базе танка «Объект 172-2М». Машины получили обозначение «Объект 172М-2М». Изменения коснулись установки нового лазерного прицела-дальномера ТПД-К1, ночного прицела «Буран-ПА». Кроме того были установлены новые приборы наблюдения у наводчика и командира, а также изменён стабилизатор пушки. Дополнительно на танк была установлена система постановки дымовой завесы 902А, состоявшая из 81-мм дымовых гранатомётов.

### Объект 172-3М
Отличительной особенностью «Объекта 172-3М» от «Объекта 172-2М» была установка в качестве основного вооружения 130-мм нарезной пушки 2А50.

## Оценка машины
Испытания «Объекта 172-2М» и образцов на его базе показали, что в процессе совершенствования конструкции базовой машины был достигнут существенный прирост характеристик, при этом унификация по большинству узлов и агрегатов позволяла осуществить постановку на серийное производство без переоснащения производственных мощностей. Однако машина на вооружение принята не была. Впоследствии, часть наработок по проекту была перенесена на серийные образцы основного танка Т-72.

## Сохранившиеся экземпляры
Все сохранившиеся экземпляры находятся в запасниках бронетанкового музея Кубинки и в открытой экспозиции отсутствуют.